# Acuclavella
Acuclavella es un género de arácnidos de la familia Ischyropsalididae.

## Especies
- Acuclavella cosmetoides Shear, 1986
- Acuclavella leonardi Richart and Hedin, 2013
- Acuclavella makah Richart and Hedin, 2013
- Acuclavella merickeli Shear, 1986
- Acuclavella quattuor Shear, 1986
- Acuclavella sheari Richart and Hedin, 2013
- Acuclavella shoshone Shear, 1986